# Amata banguia
Amata banguia är en fjärilsart som beskrevs av William Schaus 1928. Amata banguia ingår i släktet Amata och familjen björnspinnare. Inga underarter finns listade i Catalogue of Life.